# Església de Santa Nina d'Aghaiani
L'església de Santa Nina d'Aghaiani (en georgià: აღაიანის ნინოწმინდის ეკლესია) és una església ortodoxa georgiana medieval dedicada a santa Nina de Geòrgia i situada sobre a muntanya del bosc Tkhoti, a 2 km al sud-oest del poble d'Aghaiani, al districte de Kaspi, Xida Kartli, a Geòrgia. Es conserva al lloc una de les tres creus de fusta erigides -segons la tradició històrica- a petició de santa Nina per marcar l'adopció del cristianisme per les persones de Kartli. L'estructura actual és una església de planta de saló, resultat del remodelatge del segle IX-X sobre una anterior edificació en creu inscrita. Forma part de la llista de Monuments Culturals destacats de Geòrgia.

## Localització

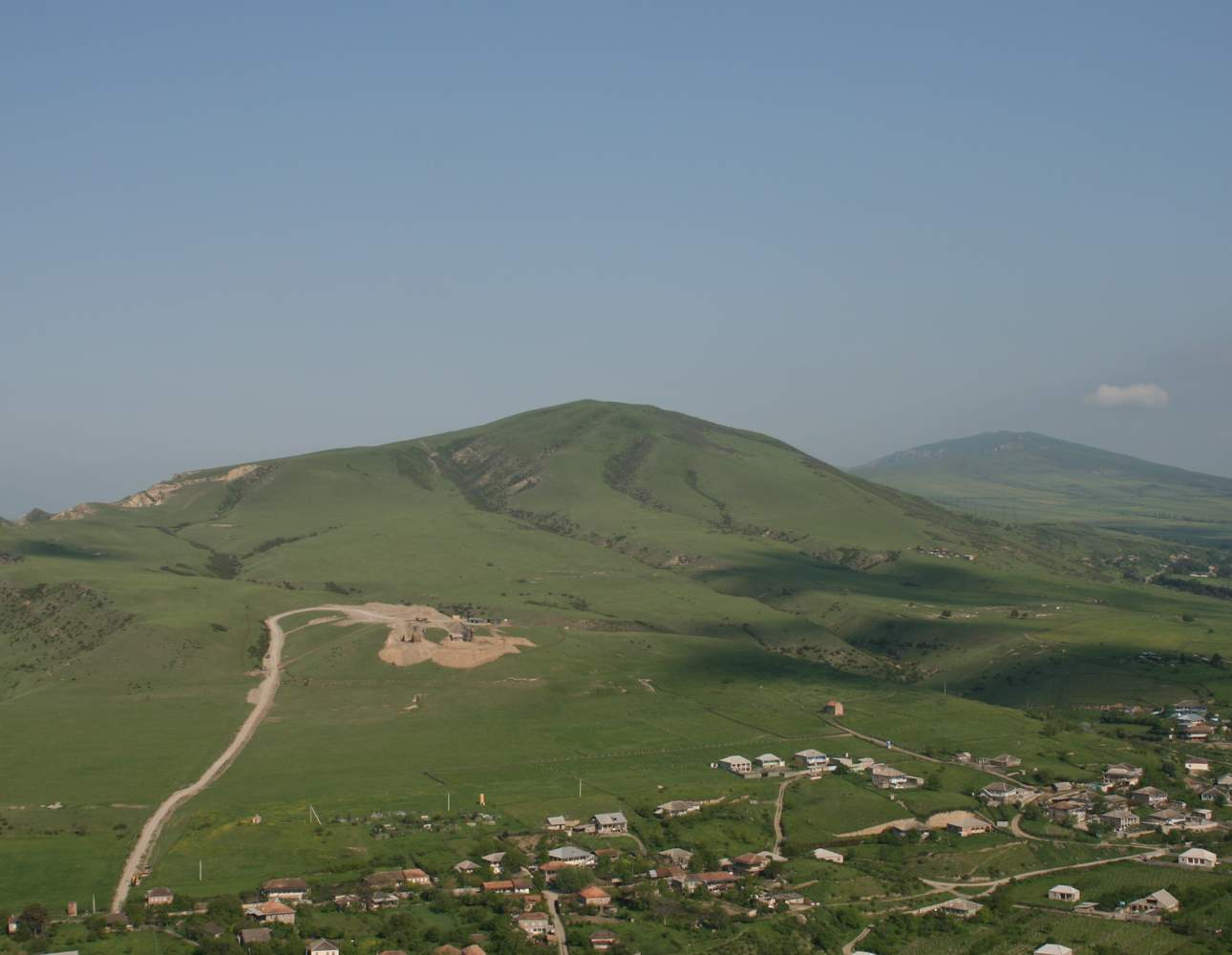
Vista del mont Tkhoti

L'església d'Aghaiani es troba al cim de la muntanya del bosc Tkhoti, a 845 m d'alçada, al marge esquerre del Kura. Segons la tradició històrica georgiana medieval, va ser en aquest bosc que una sobtada obscuritat va embolcallar Miriam, un rei pagà de Kartli, i la llum no hi va tornar fins que el rei no va invocar al «Déu de Nina», una predicadora del cristianisme. Després de la conversió de Miriam, tradicionalment datada el 337, Nina va fer erigir tres creus de fusta a Kartli, una d'elles a Tkhoti, altres dues a Ujarma i Mtskheta, respectivament. Posteriorment, es va construir una església en aquest lloc.

## Descripció

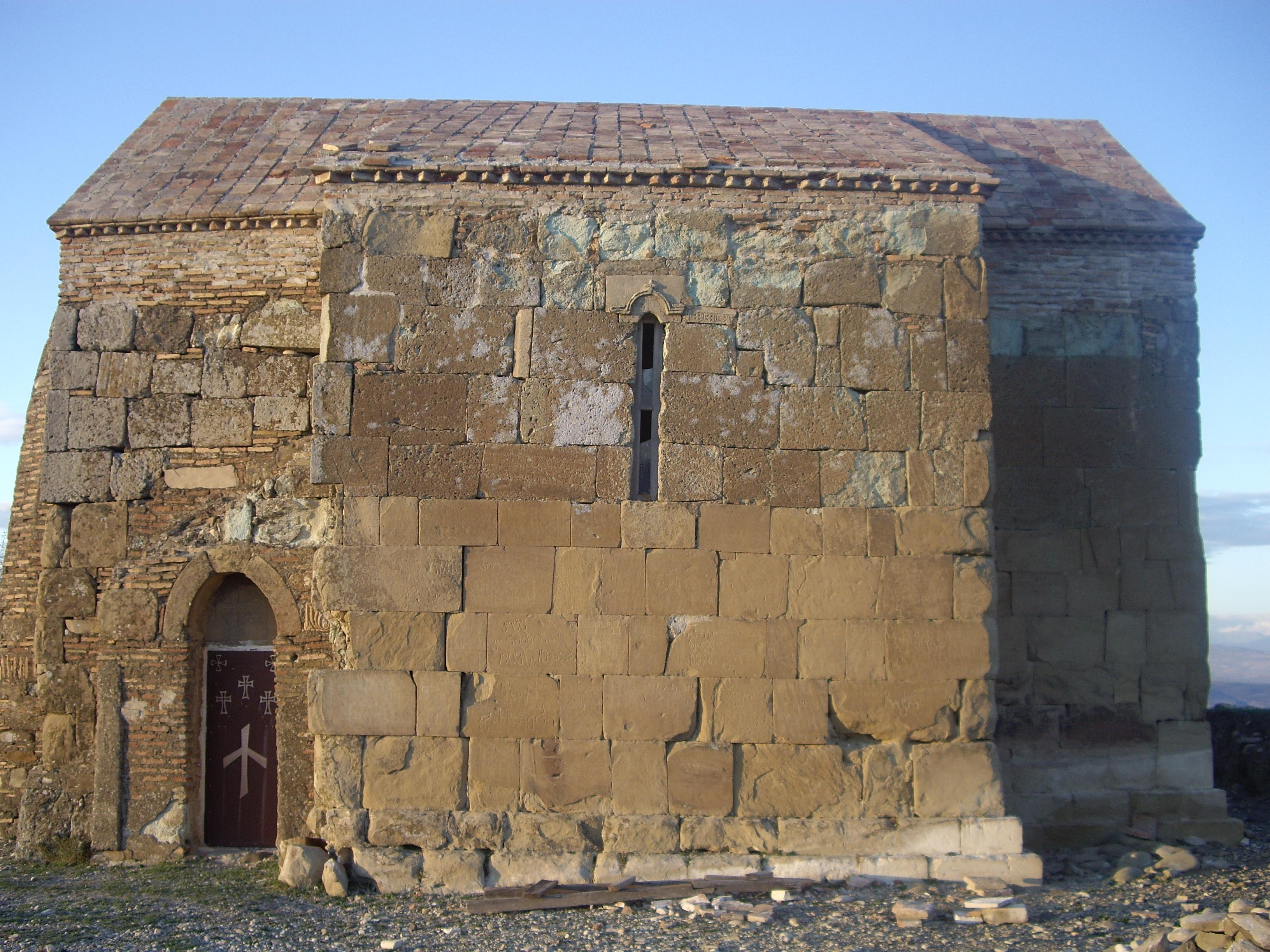
Façana sud de l'església

L'edifici existent, construït en pedra i maó, fa 8,48 × 4,18 m. Originàriament era una estructura de creu inscrita construïda en els segles VII o VIII. Al segle IX o X, l'església va ser remodelada a una església de planta de saló: el seu aspecte en forma de creu es va mantenir, així com un absis semicircular i l'ala occidental, però la cúpula va ser reemplaçada per una volta de canó recolzada en cinc arcs i se'n van construir les ales nord i sud.

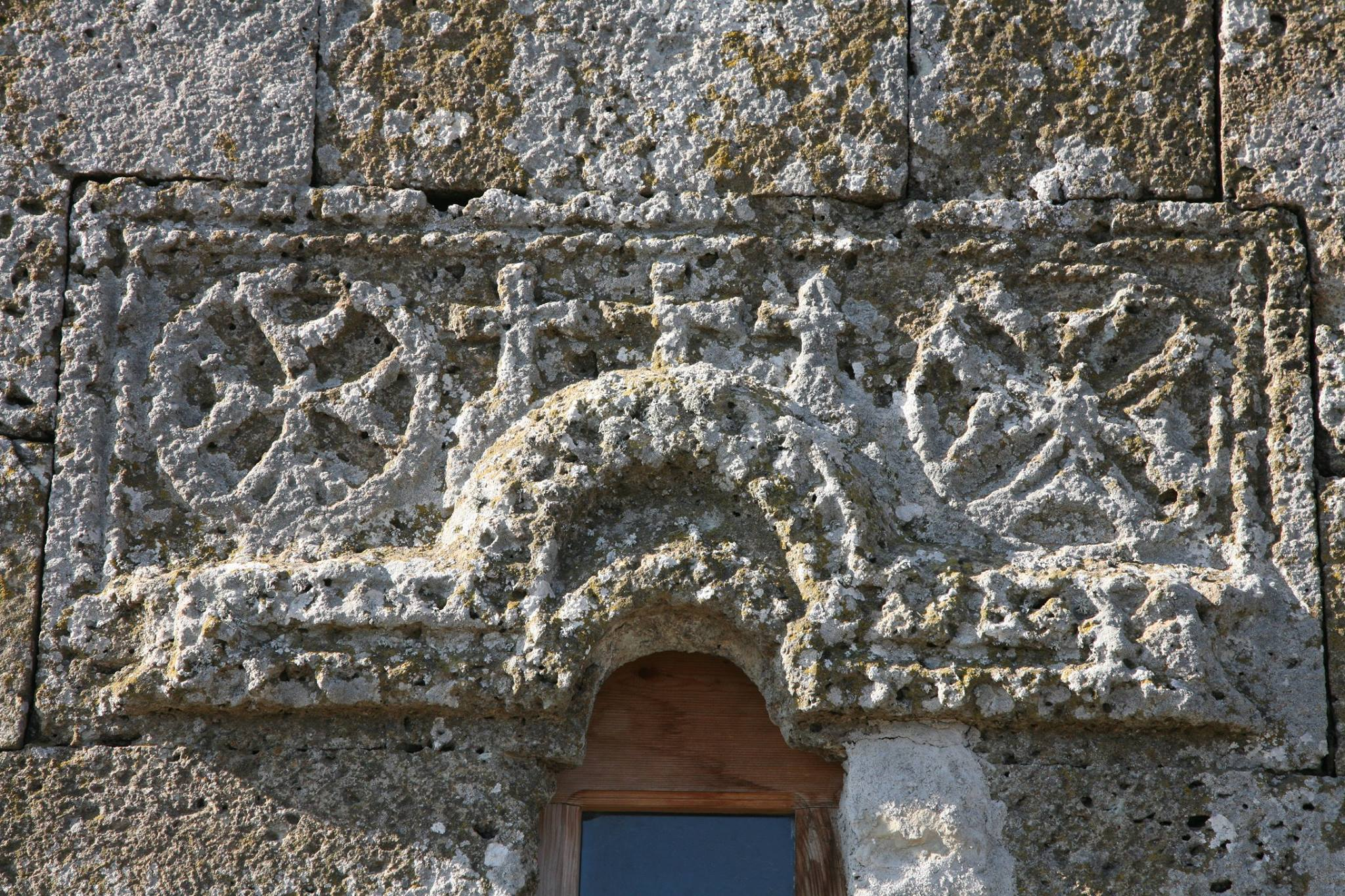
Detall de la finestra amb tres creus

Les entrades es troben al nord i a l'oest. L'interior està il·luminat amb dues finestres, una a 'absis i l'altra al mur sud. La badia central està coberta amb un frontó, mentre que les projeccions nord i sud tenen sostres inclinats. Un contrafort arcat va ser annexat a la façana sud al segle xvi.
Les parets del santuari contenen fragments supervivents de frescs i inscripcions. Les pintures estan datades estilísticament cap a finals del segle X o principis del segle xi. A la façana est, una pedra angular de l'arc de la finestra representa tres creus esculpides. La façana sud té una inscripció en l'escriptura medieval georgiana asomtavruli, disposada en tres línies.